# Lockyer Island
Lockyer Island (hiszp. Isla Lockyer) – wyspa na Morzu Weddella na wschód od północno-wschodniego krańca Półwyspu Antarktycznego, na południe od Wyspy Jamesa Rossa i Snow Hill Island, u południowo-zachodniego wejścia do cieśniny Admiralty Sound. 

## Geografia
Wyspa (ok. 4 km długości) leży na Morzu Weddella na wschód od północno-wschodniego krańca Półwyspu Antarktycznego (przylądka Trinity Peninsula), na południe od Wyspy Jamesa Rossa i Snow Hill Island, u południowo-zachodniego wejścia do cieśniny Admiralty Sound . Najwyższe wzniesienie wyspy sięga 460 m n.p.m. Od strony północnej, wyspa prezentuje się jako ściana ciemnych tufów nakrytych kopułą lodową, z której spływa do morza kilka niewielkich lodowców.

## Historia

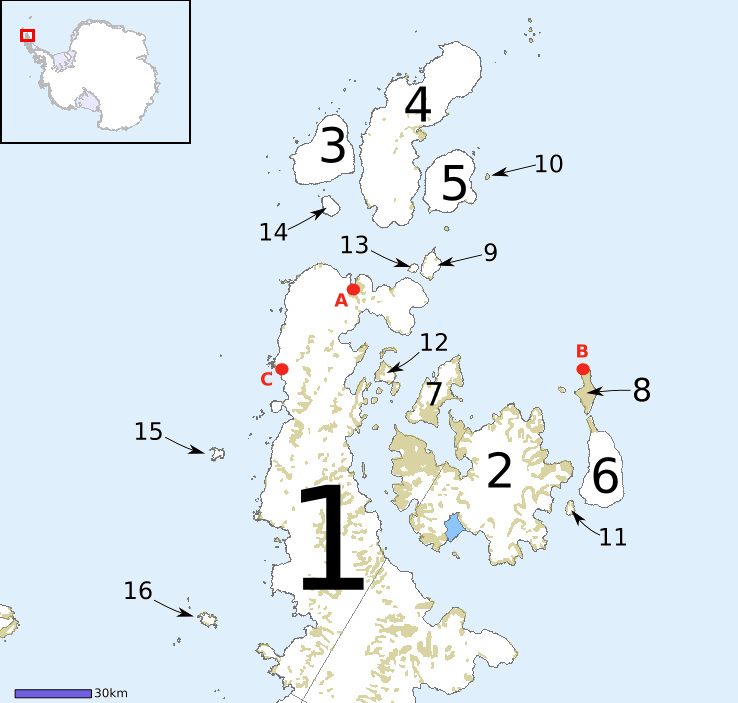
1 – Półwysep Antarktyczny; 2 – Wyspa Jamesa Rossa; 3 – D'Urville Island, 4 – Joinville Island; 5 – Dundee Island; 6 – Snow Hill Island; 7 Vega Island; 8 – Seymour Island; 9 – Andersson Island; 10 – Paulet Island; 11 – Lockyer Island; 12 – Eagle Island; 13 – Jonassen Island; 14 – Bransfield Island; 15 – Astrolabe Island; 16 – Tower Island; A – stacja w Zatoce Nadziei, B – stacja Marambio, C – stacja General Bernardo O’Higgins

Wyspa została odkryta 7 stycznia 1843 roku przez brytyjskiego badacza Antarktydy Jamesa Clarka Rossa (1800–1862) podczas jego ekspedycji w latach 1839–1843 . Ross uważał, że nowy ląd połączony jest ze Snow Hill Island poprzez masy lodu. Zoczony przez siebie fragment lądu Ross nazwał Cape Lockyer na cześć kapitana Nicholasa Lockyera (1782–1847) – przyjaciela Francisa Croziera (1796–1848), kapitana statku wyprawy Rossa, „Terror” .
W 1902 roku Szwedzka Wyprawa Antarktyczna po kierownictwem szwedzkiego geologa Otto Nordenskjölda (1869–1928) zbadała teren i odkryła, że nie ma połączenia z sąsiednią Snow Hill Island i jest wyspą . Nazwa została zmieniona na Lockyer Island . Nordenskjöld stwierdził, że wyspa zbudowana jest z materiałów pochodzenia wulkanicznego z dużymi fragmentami lawy bazaltowej i grudkami oliwinów.
W 1952 roku wyspa została zbadana przez Falkland Islands Dependencies Survey (FIDS) . 